# 제4차 조선교육령
제4차 조선교육령(第四次朝鮮敎育令)은 1943년 3월 공포한 일본의 식민지 교육 정책이다.

## 시행
1941년부터 일본은 전시(戰時)에 호응하여 전문학교 이상의 수업연한을 단축하게 되었다. 이에 따라 총독부는 첫해인 1941년에 3개월(12월 졸업), 1942년부터는 6개월(9월 졸업)을 단축시켰다. 이렇게 총독부는 전문학교의 수업연한을 단축하고, 1943년 3월에는 종래 조선교육령을 근본적으로 개정하여 4월 1일에 시행하였다. 즉 대학·예과·전문학교·중학교·고등여학교·실업학교·사범학교 등에 학제개혁을 단행하였다. 또한 1945년 5월 일본정부는 학부의 결전태세(決戰態勢)확립을 위하여 '전시교육령(戰時敎育令)'을 공포하기도 하였다.

## 주요내용

### 4차 조선교육령
개정의 목적은 황국(皇國)의 도(道)에 다른 국민연성(國民鍊成)에 있다고 하였다. 4차개정안의 중요내용을 보면, ① 중등학교의 교육목적은 '황국의 도'에 입각하여 국민의 연성을 주안으로 한다고 했고, ② 전문학교의 교육목적 역시 고등한 학술·기예(技藝)에 관한 교육을 실시하되, 국가 유용의 인물을 기르는 데 있다고 하였다.
조선어와 한국사 교육금지

### 전시교육령
1945년 5월 일본정부는 학부의 결전태세(決戰態勢)확립을 위하여 '전시교육령(戰時敎育令)'을 공포하였다. 제1조는 '학도는 진충(盡忠)으로써 평소 길러낸 교육의 정화(精華)를 유감없이 발휘하는 것을 본분으로 한다'이고, 제2조는 '교직원도 솔선수범하여 학도와 더불어 전시에 긴절한 요무(要務)에 이바지한다'이며, 제3조는 '학교는 교직원 및 학도로써 학도대(學徒隊)를 조직한다'는 것이었다. 그리하여 1945년 7월 총독부 명령으로 각급학교는 학도대를 결성하고, 정규교육보다 근로봉사 내지 방공호 작업·군사훈련에 더 바빴다.